# Dry Blackthorn Cider Masters
Das Dry Blackthorn Cider Masters, kurz Blackthorn Masters, war ein von der British Darts Organisation (BDO) organisiertes Dartsturnier, das zwischen 1983 und 1989 in Oldham (Grafschaft Lancashire) ausgetragen wurde.

## Austragungen
| Jahr | Sieger           | Resultat | Finalist        | Austragungsort       | Preisgeld (Sieger) |
| ---- | ---------------- | -------- | --------------- | -------------------- | ------------------ |
| 1983 | John Lowe (1)    | 2:0      | Eric Bristow    | ?                    | 3.000 £            |
| 1984 | Eric Bristow (1) | 3:2      | John Lowe       | ?                    | ?                  |
| 1985 | Eric Bristow (2) | 3:2      | John Lowe       | Oldham Civic Centre  | 3.000 £            |
| 1986 | John Lowe (2)    | 4:3      | Cliff Lazarenko | ?                    | 4.000 £            |
| 1987 | Eric Bristow (3) | 3:0      | Mike Gregory    | Queen Elizabeth Hall | ?                  |
| 1988 | Mike Gregory     | 3:1      | Mick Manning    | Queen Elizabeth Hall | ?                  |
| 1989 | Bob Anderson     | 3:1      | John Lowe       | Queen Elizabeth Hall | ?                  |

## Teilnehmer
Neun Teilnehmer der ersten Austragung 1983 sind nicht bekannt.
- Peter Adams: 1983
- Bob Anderson: 1984, 1986 bis 1989
- Vic Baxendale: 1985
- Ronnie Baxter: 1989
- Steve Brennan: 1985, 1986
- Eric Bristow: 1983 bis 1989
- Marc Buckley: 1986
- Ricky Busteed: 1987
- Brian Cairns: 1989
- Scott Coleman: 1989
- Chris Dalton: 1989
- Malcolm Davies: 1986
- Keith Deller: 1984, 1986, 1987, 1989
- Terry Down: 1985
- Peter Evison: 1987, 1989
- George Ewart: 1988
- Enos Fenner: 1984
- Bobby George: 1984
- Steve Gittins: 1989
- Mike Gregory: 1985, 1987 bis 1989
- Ged Harrop: 1987
- Dennis Hickling: 1984, 1986
- Mark Hobbs: 1988
- Gordon Hunter: 1987
- Chris Johns: 1987, 1988
- Wayne Jones: 1988
- Cliff Lazarenko: 1983 bis 1989
- Dave Lee: 1985, 1987
- Peter Locke: 1984, 1985
- John Lowe: 1983 bis 1989
- Mick Manning: 1988
- Peter Masson: 1984
- Peter McDonald: 1986
- David McFadden: 1988
- Roy Morgan: 1984
- Douglas Murphy: 1984
- Terry O’Dea: 1984
- Paul Reynolds: 1985
- Leighton Rees: 1983
- Ronnie Sharp: 1987, 1989
- Richard Smith: 1988
- Tony Sontag: 1986
- Kevin Spiolek: 1986, 1988
- Ken Summers: 1985
- Peter Taylor: 1986
- Olly Varney: 1985
- Nicky Virachkul: 1984
- Les Wallace: 1984, 1989
- John Walls: 1985
- Richie Webb: 1987
- Dave Whitcombe: 1983, 1985 bis 1989
- Chris Whiting: 1986
- Paul Wiechec: 1985
- Jocky Wilson: 1983 bis 1989
- Stephen Woodfield: 1988